# 鱼皮花生
鱼皮花生，又叫日本豆、日式花生（西班牙語：cacahuates japoneses, maní japonés），是一种裹了由小麦粉和增味剂制成的鲜味外壳的花生零食。鱼皮花生始于1940年代，由移居墨西哥的日本人中谷由平发明，日本当地并无此食物。

## 历史
由于中谷氏供职的墨西哥日企因政治压力倒闭，他必须另寻手段满足家庭开支。中谷氏在La Merced市场找到了新工作，起初是售卖墨西哥糖果，然后由又以oranda（以Oranda品种的金鱼得名）之名售卖花林糖。后来他把日本的豆菓子（裹调味面粉的种子）和墨西哥当地口味结合，就创造出了鱼皮花生。他女儿Elvia为鱼皮花生的包装设计了艺妓图案，而中谷则和夫人一起上街推销。鱼皮花生名声大振，以至于中谷在市场有了自己的摊位。在儿子Armando帮助下，家里的产业开始以Nipón牌的名义扩展，1977年成为注册商标。
中谷从未对鱼皮花生申请专利，因此模仿者极多。中谷的Nipón公司直到2017年被Totis收购前都独立运营。中谷由平是歌手Yoshio及画家Carlos Nakatani之父。